# Popigai
Popigai (en rus: Попигай) és un poble (un possiólok) del krai de Krasnoiarsk, a Rússia, que en el cens del 2010 tenia 334 habitants. Pertany al districte de Dudinka.